# Skálafjørður
El Skálafjørður (del danés: Skålefjord) es un fiordo de la isla Eysturoy, en las Islas Feroe, Dinamarca. Con 13 km de largo, es el mayor fiordo del archipiélago.

## Etimología
Skála es una ciudad situada en la orilla occidental del fiordo. Su nombre (Skáli, caso genitivo de skála) significa 'salón', 'salón de actos' o 'cabaña aislada' en feroés. La parte sur del fiordo próxima a Runavík también se conoce históricamente como Kongshavn («puerto del rey») en danés, haciendo referencia al excelente refugio del puerto natural.

## Descripción
Se extiende desde el sur hasta el centro de la isla. Su límite meridional es el cabo Raktangi y el pueblo de Toftir, en este punto se une al Tangafjørður. La cabeza del fiordo se encuentra al norte, donde se localiza el pueblo de Skálabotnur. En su desembocadura la profundidad es de 25-30 m, mientras que en el interior se alcanzan hasta 70 m.
La región del Skálafjørður es una de las más pobladas de las Islas Feroe. En ella viven cerca de 4.500 personas en un total de 14 localidades. La mayor aglomeración se da en la orilla oriental, extendiéndose a lo largo de 10 km desde Gotueiði hasta Nes. 
Runavík es el principal puerto en el fiordo, ahí pueden acostar barcos de gran calado tales como cruceros. Debido a su excelente ubicación, Runavík funciona como puerto alternativo a Tórshavn cuando las condiciones del tiempo no son muy favorables. En Skáli, en la orilla opuesta, se encuentra el mayor astillero de las Islas Feroe. 

## Galería

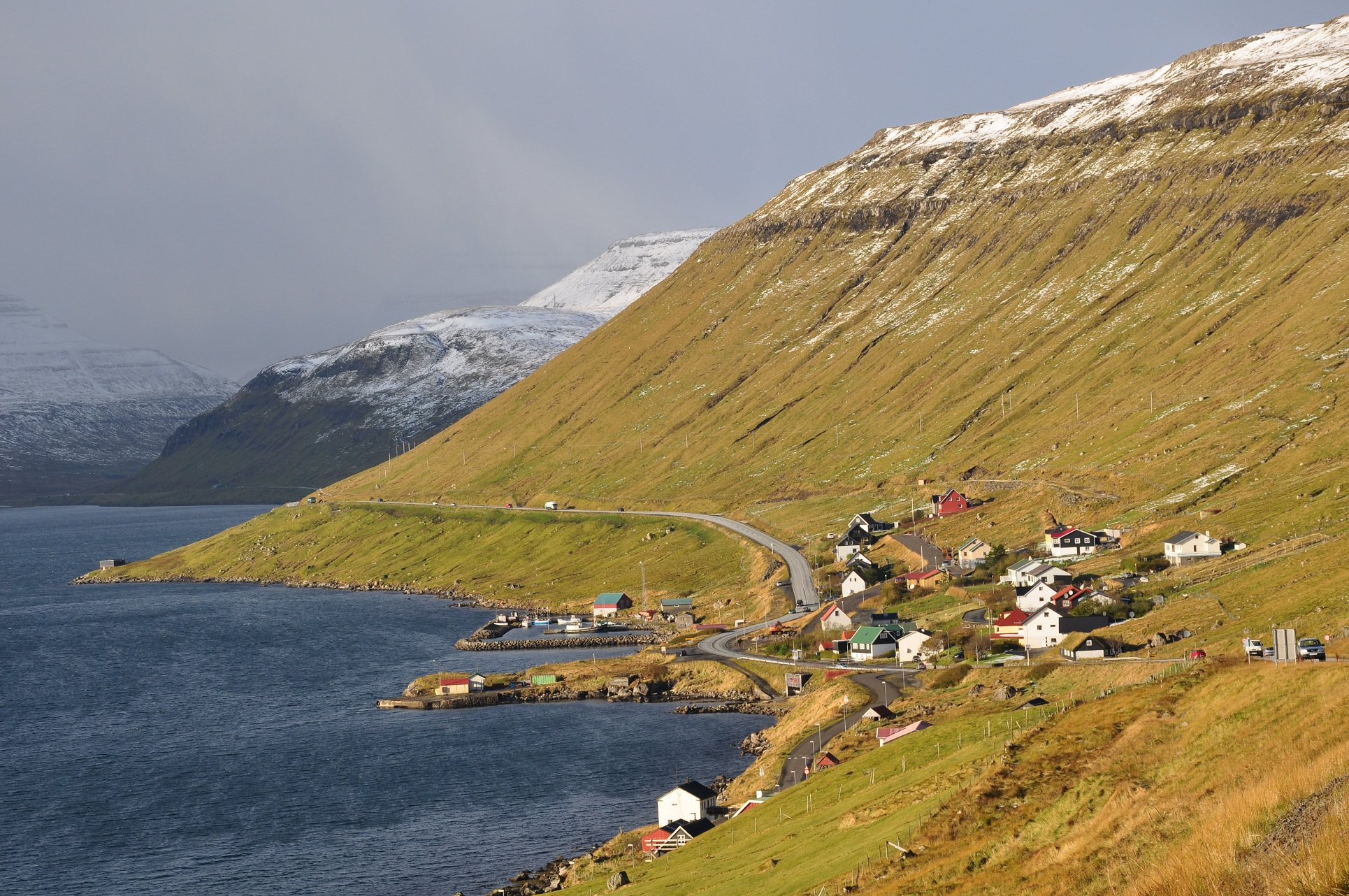
Villa de Skipanes en la rivera del Skálafjørður
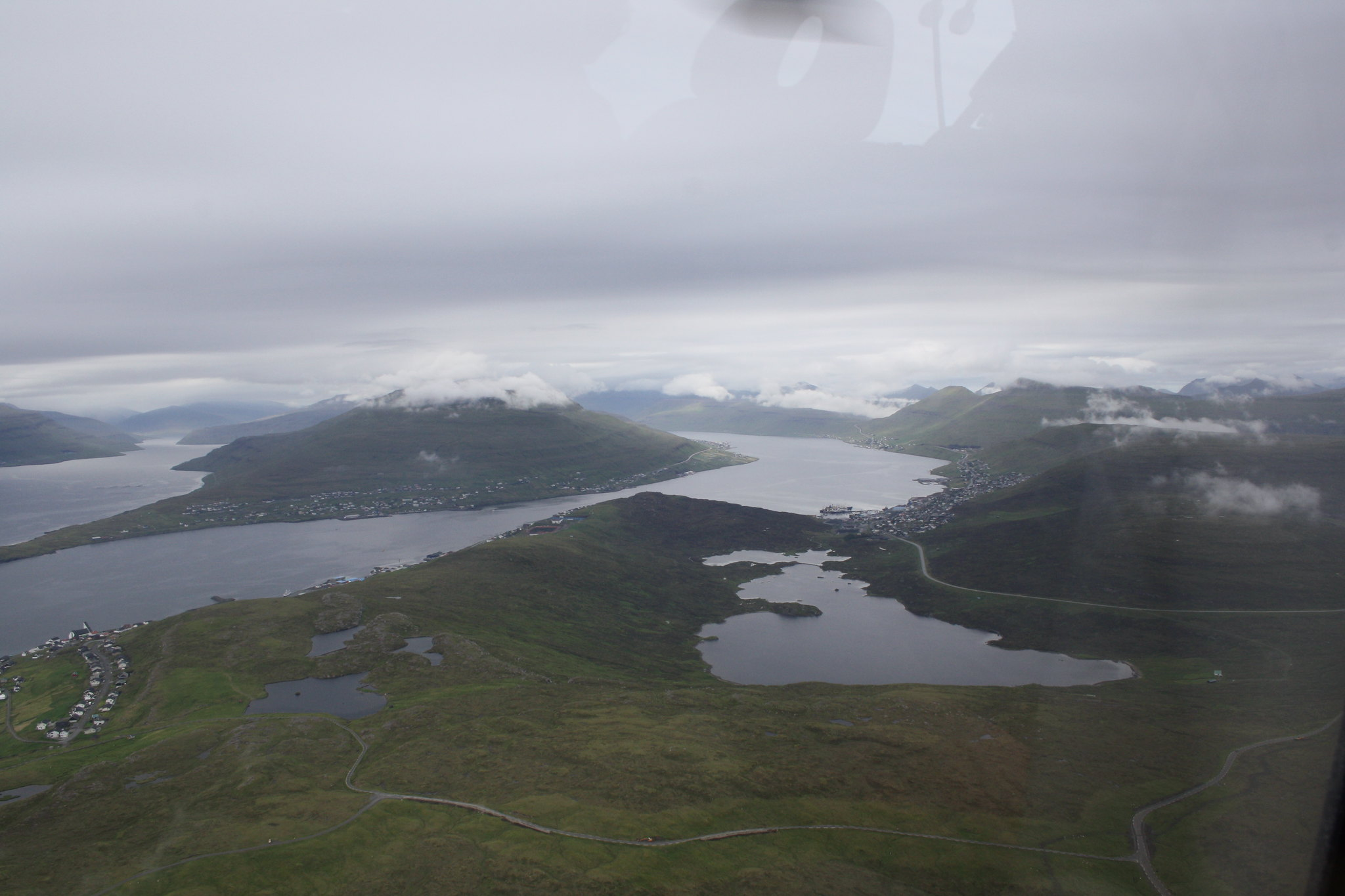
Skálafjørður